# Niederdorf (Obermaiselstein)
Niederdorf (mundartlich: Nidrdoarf) ist ein Gemeindeteil der Gemeinde Obermaiselstein im bayerisch-schwäbischen Landkreis Oberallgäu.

## Geographie
Das Dorf liegt unmittelbar südöstlich des Hauptorts Obermaiselstein.

## Ortsname
Der Ortsname bedeutet das niedriger gelegene Dorf.

## Geschichte
Niederdorf wurde erstmals urkundlich im Jahr 1396 als ze Niderdorf erwähnt.

### Egg
Zusammen mit Ober- und Niederdorf wurde für Ried auch historisch die Sammelbezeichnung Egg genutzt, wobei Ober- und Niederdorf das ursprüngliche Egg waren und Ried ein Rodungsausbau davon. Die Einwohner von Ober- und Niederdorf werden zum Teil noch d'Eggar genannt. Egg wurde erstmals 1408 erwähnt. Eine Erwähnung von Visigginegge im 12. Jahrhundert kann wahrscheinlich auch hierher bezogen werden, deren Einwohner freie Bauern oder Ritterbürtige waren. In Egg lebten rotehnfelsische und heimenhofische Eigenleute.

## Baudenkmäler
Siehe: Liste der Baudenkmäler in Niederdorf